# Prévenchères
Prévenchères is een gemeente in het Franse departement Lozère (regio Occitanie). De plaats maakt deel uit van het arrondissement Mende. Het dorp La Garde-Guérin, onderdeel van de gemeente Prévenchères, is lid van Les Plus Beaux Villages de France. Prévenchères telde op 1 januari 2022 270 inwoners.

## Geografie
De oppervlakte van Prévenchères bedroeg op 1 januari 2022 62,75 vierkante kilometer; de bevolkingsdichtheid was toen 4,3 inwoners per km².

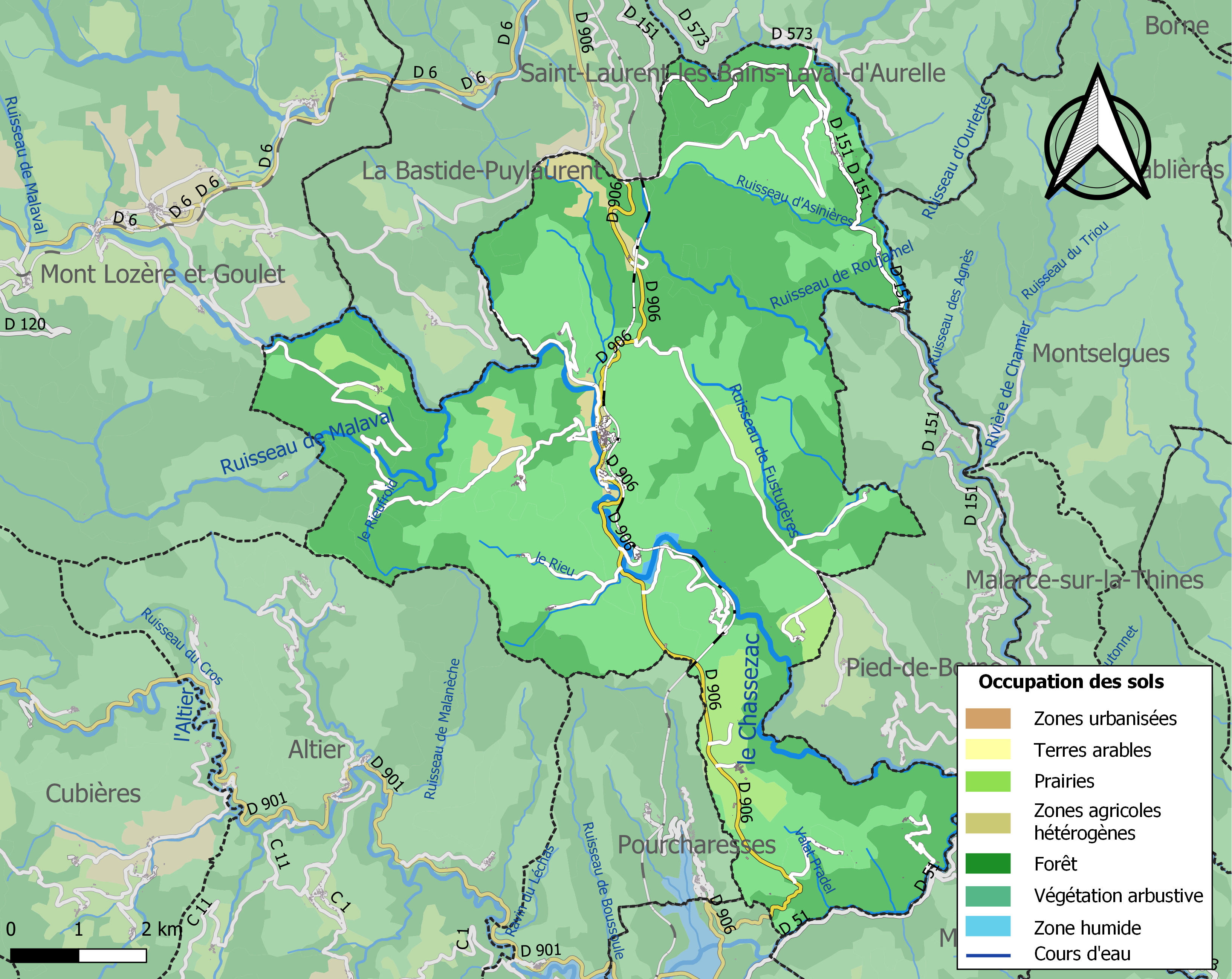
Kaart van de gemeente met de belangrijkste infrastructuur, bodemgebruik en omliggende gemeenten

## Demografie
Onderstaande figuur toont het verloop van het inwonertal (bron: INSEE-tellingen).